# Torneo di Wimbledon 1885
Il Torneo di Wimbledon 1885 è stata la 9ª edizione del Torneo di Wimbledon e prima prova stagionale dello Slam per il 1885.
Si è giocato sui campi in erba dell'All England Lawn Tennis and Croquet Club di Wimbledon a Londra in Gran Bretagna. 
Il torneo ha visto vincitore nel singolare maschile il britannico William Renshaw
che ha sconfitto in finale in 4 set il connazionale Herbert Lawford con il punteggio di 7–5 6–2 4–6 7–5.
Nel singolare femminile si è imposta la britannica Maud Watson
che ha battuto in finale in 2 set la connazionale Blanche Bingley.
Nel doppio maschile hanno trionfato William Renshaw e Ernest Renshaw.

## Risultati

### Singolare maschile
William Renshaw ha battuto in finale  Herbert Lawford  7–5 6–2 4–6 7–5

### Singolare femminile
Maud Watson ha battuto in finale  Blanche Bingley con il punteggio di 6–1, 7–5

### Doppio maschile
William Renshaw /  Ernest Renshaw hanno battuto in finale  Claude Farrer /  Arthur John Stanley con il punteggio di 6–3, 6–3, 10-8